# افراز واحد
در ریاضیات، یک افراز واحد از یک فضای توپولوژیکی {\displaystyle X}، مجموعه ای چون {\displaystyle R} از توابع پیوسته از {\displaystyle X} به بازه واحد {\displaystyle \left[0,1\right]} است چنان که برای هر {\displaystyle x\in X} این خواص برقرار اند:
- همسایگی از {\displaystyle x} وجود دارد به طوری که همه توابع {\displaystyle R} به جز تعداد متناهی از آن ها روی این همسایگی صفر می شوند.
- جمع تمام مقادیر توابع در {\displaystyle x} برابر 1 باشد، یعنی {\displaystyle \;\sum _{\rho \in R}\rho (x)=1}.

افراز واحد یک داره به کمک چهار تابع. برای نمایش بهتر، دایره روی یک پاره خط باز شده است (خط سیاه پر رنگ پایین شکل دایره باز شده است). خط نقطه چین در بالای شکل جمع توابع در افراز واحد است.

افراز واحد اغلب ابزار مفیدی است، چرا که کمک به گسترش و بسط ساختارهای موضعی به تمام فضا می کند. این ابزار در تفسیر داده ها در پردازش سیگنال و نظریه توابع اسپلاین نیز اهمیت دارد.